# Leptostylum grisea
Leptostylum grisea là một loài ruồi trong họ Tachinidae.